# Hans Muntprat
Hans Muntprat (* um 1400; † 1447) war ein Kaufmann und Mitglied der Patrizierfamilie Muntprat aus Konstanz. Er spielte eine zentrale Rolle in der wirtschaftlichen und politischen Landschaft des Spätmittelalters.

## Leben
Hans Muntprat war ein Bruder von Lütfried II., dem sogenannten „Großen Muntprat“. Gemeinsam mit seinen Brüdern Ludwig und Lütfried II. erwarb er 1440 die Herrschaft Salenstein. Im Jahr 1439 verkaufte Hans die Herrschaft Altenklingen und begann, umfangreiche Geldgeschäfte zu tätigen. 1464 erwarb er die Herrschaft Spiegelberg, die später namensgebend für den Familienzweig „Muntprat von Spiegelberg“ wurde.

### Bedeutung
Hans Muntprat war ein einflussreicher Akteur in der Handelswelt des Bodenseeraums. Seine Familie war bekannt für ihre Beteiligung an der Großen Ravensburger Handelsgesellschaft und für ihre Rolle als Landadelsgeschlecht im Thurgau. Die Muntprats integrierten sich in die lokale Politik und traten als Vertreter der Gerichtsherren auf.

### Grabstätte
Hans Muntprat fand seine letzte Ruhe im Konstanzer Münster. Sein Grab ist eine Ausnahme, da es sich um die Grabstätte eines Laien handelt, während das Münster traditionell den Kirchenherren vorbehalten war. Die Grabstätte wurde ihm nach Zahlung von 1.000 Pfund gewährt. In damaligen Zeiten lagen die Steuereinnahmen der gesamten Stadt Konstanz bei ca. 1.300 bis 1.400 Pfund jährlich.